# 2014–2015-ös szlovák labdarúgó-bajnokság (első osztály)
A 2014–2015-ös szlovák labdarúgó-bajnokság (hivatalos nevén Fortuna liga) a szlovák labdarúgó-bajnokság legmagasabb szintű versenyének 22. alkalommal megrendezett bajnoki éve volt. A pontvadászat 12 csapat részvételével, 2014. július 11-én indult és 2015. május 30-án ért véget. 
A bajnoki címet az AS Trenčín szerezte meg, mely a klub történetének 1. bajnoki címe. A Dukla Banská Bystrica kiesett az élvonalból.

## A bajnokság rendszere
A pontvadászat 12 csapat részvételével zajlott, a csapatok a őszi-tavaszi lebonyolításban három teljes körös rendszerben mérkőznek meg egymással. Minden csapat minden csapattal háromszor játszik, kétszer pályaválasztóként, egyszer idegenben, vagy ennek ellentéteként egyszer pályaválasztóként, kétszer pedig idegenben. 
A pontvadászat végső sorrendjét a 33 bajnoki forduló eredményei határozták meg a szerzett összpontszám alapján kialakított rangsor szerint. A mérkőzések győztes csapatai 3 pontot, döntetlen esetén mindkét csapat 1-1 pontot kaptak. Vereség esetén nem járt pont.
Azonos összpontszám esetén a bajnokság sorrendjét az alábbi szempontok alapján határozTák meg:
1. az egymás ellen játszott bajnoki mérkőzések pontkülönbsége;
2. az egymás ellen játszott bajnoki mérkőzések gólkülönbsége;
3. az egymás ellen játszott bajnoki mérkőzéseken szerzett gólok száma;
4. a bajnoki mérkőzések gólkülönbsége;
5. a bajnoki mérkőzéseken szerzett gólok száma;

A bajnokság győztese lett a 2014–15-ös szlovák bajnok, az utolsó helyen végzett csapat pedig kiesett a másodosztályba.

## Változások a 2013–2014-es szezont követően
Búcsúzott az élvonaltól
- Nitra 12. helyezettként

Feljutott az élvonalba
- Podbrezová, a másodosztály győzteseként

## Részt vevő csapatok
| Csapat                | Székhely       | Stadion                     | 2013–14     |
| --------------------- | -------------- | --------------------------- | ----------- |
| AS Trenčín            | Trencsén       | na Sihoti Stadion           | 2.          |
| Dukla Banská Bystrica | Besztercebánya | SNP Stadion                 | 8.          |
| FC DAC 1904           | Dunaszerdahely | DAC stadion                 | 11.         |
| Košice                | Kassa          | Lokomotíva Stadion          | 5.          |
| Podbrezová            | Zólyombrézó    | Kolkáreň Stadion            | 1. (II. o.) |
| Ružomberok            | Rózsahegy      | MFK Ružomberok Stadion      | 4.          |
| Senica                | Szenice        | FK Senica Stadion           | 6.          |
| Slovan Bratislava     | Pozsony        | Pasienky Stadion            | 1.          |
| Spartak Myjava        | Miava          | Myjava Labdarúgó Stadion    | 7.          |
| Spartak Trnava        | Nagyszombat    | Antona Malatinského Stadion | 3.          |
| ViOn Zlaté Moravce    | Aranyosmarót   | FC ViOn Stadion             | 10.         |
| Žilina                | Zsolna         | pod Dubňom Stadion          | 9.          |

## A bajnokság végeredménye
| #   | Csapat                | M  | GY | D  | V  | G+ – G– | GK  | P  | Megjegyzések |
| --- | --------------------- | -- | -- | -- | -- | ------- | --- | -- | ------------ |
| 1.  | AS Trenčín            | 33 | 23 | 5  | 5  | 67–28   | +39 | 74 | SVK          |
| 2.  | Žilina                | 33 | 20 | 9  | 4  | 68–25   | +43 | 69 |              |
| 3.  | Slovan BratislavaCV   | 33 | 18 | 3  | 12 | 49–42   | +7  | 57 |              |
| 4.  | Spartak Trnava        | 33 | 16 | 8  | 9  | 53–31   | +22 | 56 |              |
| 5.  | Senica                | 33 | 12 | 11 | 10 | 52–50   | +2  | 47 |              |
| 6.  | Košice                | 33 | 11 | 8  | 14 | 43–48   | −5  | 41 |              |
| 7.  | Ružomberok            | 33 | 10 | 10 | 13 | 41–45   | −4  | 40 |              |
| 8.  | Dunajská Streda       | 33 | 9  | 12 | 12 | 32–44   | −12 | 39 |              |
| 9.  | Spartak Myjava        | 33 | 11 | 6  | 16 | 38–53   | −15 | 39 |              |
| 10. | ViOn Zlaté Moravce    | 33 | 8  | 8  | 17 | 27–54   | −27 | 32 |              |
| 11. | PodbrezováÚ           | 33 | 7  | 8  | 18 | 32–54   | −22 | 29 |              |
| 12. | Dukla Banská Bystrica | 33 | 4  | 10 | 19 | 29–57   | −28 | 22 | 1. Liga      |

Forrás: soccerway.com (angolul) 
A rangsorolás alapszabályai: 1. összpontszám, 2. egymás elleni eredmények összpontszáma, 3. gólkülönbség, 4. szerzett gólok száma.
(B): Bajnokcsapat, (K): Kieső csapat, (F): Feljutó csapat, (I): Kupainduló, (R): A rájátszás győztese, (KGY): Kupagyőztes

## A góllövőlista élmezőnye
| # | Játékos          | Klub              | Gólok |
| - | ---------------- | ----------------- | ----- |
| 1 | Jan Kalabiška    | Senica            | 19    |
| 1 | Matej Jelić      | Žilina            | 19    |
| 2 | Jaroslav Mihalík | Žilina            | 13    |
| 3 | Erik Sabo        | Spartak Trnava    | 11    |
| 3 | Ján Vlasko       | Spartak Trnava    | 11    |
| 3 | Štefan Pekár     | Spartak Myjava    | 11    |
| 4 | Nermin Haskić    | Košice            | 10    |
| 4 | Lukáš Čmelík     | Žilina            | 10    |
| 4 | Adam Zreľák      | Slovan Bratislava | 10    |
| 4 | Martin Mikovič   | Spartak Trnava    | 10    |